# Attawapiskat
Attawapiskat – rzeka w Kanadzie, w północnej części prowincji Ontario. Powstaje z połączenia rzek Pineimuta, Trading i Otoskwin. Wypływa z jeziora Attawapiskat na wysokości 815 stóp (248 m), płynie w kierunku wschodnim, uchodzi do Zatoki Jamesa, naprzeciwko wyspy Akimiski. Na większości swojej długości, wynoszącej 465 mil (748 km), rzeka jest powolna i żeglowna jedynie dla kanoe. Jej dolny bieg jest pełen wysp i prowadzi przez teren bagienny. Ujście rzeki jest siedliskiem dużej populacji kaczek i gęsi, które wykorzystują ten obszar jako miejsce odpoczynku podczas migracji. Bagienna okolica sprzyja również wzrostowi trawy znanej jako dziki ryż. W pobliżu ujścia rzeki znajduje się niewielka osada Indian Kri oraz małe placówki handlowe. Główne miejscowości nad rzeką są położone w jej górnym biegu, na obszarze wydobycia złota. Nazwa rzeki pochodzi od wyrazu atawabiskat z języków algonkiańskich i oznacza „skaliste dno”, co nawiązuje do wapiennego podłoża rzeki, które niegdyś stanowiło dno pradawnego morza.